# کتاب‌شناسی راجر اسکروتن
سیاههٔ نوشته‌های راجر اسکروتن (۲۰۲۰−۱۹۴۴ میلادی)، در اینجا به ترتیبِ تاریخِ نگارش و نیز به تفکیکِ گونه، شاملِ ده‌ها کتاب و چندصد نوشتهٔ کوتاه‌تر است.

## کتاب
- متفکّران چپ نو، بابک واحدی (مترجم)، ناشر: مینوی خرد، ۱۳۹۸
- دربارهٔ سرشت انسان، ندا رحمانی (مترجم)، ناشر: دیبایه، ۱۳۹۷
  - دربارهٔ طبیعت انسان، میترا سرحدی (مترجم)
- زیبایی، فریده فرنودفر (مترجم)، ناشر: مینوی خرد، ۱۳۹۳
- فلسفه هنر و زیبایی‌شناسی، راجر اسکراتن، جان هاسپرس، یعقوب آژند (مترجم)، ناشر: دانشگاه تهران، ۱۳۹۳
- کانت، علی پایا (مترجم)، ناشر: طرح نو، ۱۳۸۹
- تاریخ مختصر فلسفه جدید، اسماعیل سعادتی خمسه (مترجم)، ناشر: حکمت، ۱۳۸۳
- اسپینوزا، اسماعیل سعادت (مترجم)، ناشر: طرح نو، ۱۳۷۶؛ تجدید چاپ، ناشر: انتشارات فرهنگ جاوید، ۱۳۹۹
- فلسفه: اصول و مسائل، ملیحه ابویی مهریزی و اسماعیل شعبانی (مترجمان)، ناشر: انتشارات فارسی، ۱۴۰۰
- فلسفه‌ی سیاسی (تأملاتی بر مکتب محافظه‌کاری)، ترجمهٔ امین یوسفی
- پرسش های مهم زندگی: مبانی و مسائل فلسفه، ترجمهٔ علی اوجبی
- فهم موسیقی از دریچه‌ی فلسفه و تفسیر، ترجمهٔ شهاب طالقانی
- چگونه محافظه‌کار باشیم، ترجمهٔ مرتضی افشاری
- فرهنگ مدرن، ترجمهٔ مهدی نوری مقدم
- روح جهان، ترجمهٔ میترا سرحدی
- محافظه‌کاری و دعوت به سنت کُهن، ترجمهٔ علی مجتهدزاده
- معنای محافظه‌کاری، ترجمهٔ مهدی نوری مقدم

## مقاله
- «لایب‌نیتز و فلسفه او»
- «محافظه‌کار مدرن»
- «اطاعت از قانون آزادی است»
- «جامعه‌شناسی جنگ». قلم‌یاران. پاییز ۱۴۰۲.